# Plutonium 240
table
Le plutonium 240, noté 240Pu, est l'isotope du plutonium dont le nombre de masse est égal à 240 : son noyau atomique compte 94 protons et 146 neutrons avec un spin 0+ pour une masse atomique de 240,053 81 g/mol. Il est caractérisé par un excès de masse de 50 125,3 ± 1,1 keV et une énergie de liaison nucléaire par nucléon de 7 556,04 keV. Il se forme à partir du plutonium 239 par capture neutronique. Il a été découvert au Laboratoire national de Los Alamos en 1944 à partir de sa fission spontanée et a eu d'importantes conséquences sur le projet Manhattan.
Il se désintègre en uranium 236 par désintégration α et est par ailleurs sujet à un taux de fission spontanée qui reste faible mais ne peut être négligé dans les applications militaires, ce qui limite l'utilisation du 240Pu dans les armes nucléaires : le flux de neutrons générés dans le matériau par fission spontanée est susceptible de déclencher une réaction en chaîne prématurée qui dilue la puissance de l'explosion.

## Propriétés
Le plutonium 239 subit une fission nucléaire dans 62 à 73 % des captures neutroniques et forme du plutonium 240 dans les autres cas. Plus un combustible nucléaire demeure dans un réacteur nucléaire, plus il forme du plutonium 240.
240Pu et 239Pu ont à peu près la même section efficace de capture neutronique (289,5 ± 1,4 barns contre 269,3 ± 2,9 barns), mais 240Pu a une section efficace de fission par neutrons thermiques de seulement 0,064 barns. Lorsque 240Pu capture un neutron, il a environ 4 500 fois plus de chance de former du plutonium 241 que de fissionner. En général, les isotopes ayant un nombre de masse impair ont plus de chances d'absorber un neutron et de fissionner à la suite de cette capture neutronique que les isotopes ayant un nombre de masse pair. C'est la raison pour laquelle les nucléides ayant un nombre de masse pair tendent à s'accumuler, notamment dans les réacteurs à neutrons thermiques.